# Eurotamandua
Eurotamandua ("Tamanduá europeu") é um mamífero extinto que viveu há cerca de 49 milhões de anos, durante o Eoceno.
Só se tem conhecimento de um único fóssil, encontrado em Messel. Tinha cerca de 90 centímetros de comprimento. A sua classificação é um exemplo de Incertae sedis. Muitas vezes, é classificado como um pangolim, mas quando foi descoberto pela primeira vez foi classificado como sendo um tamanduá, pois faltava-lhe as escamas de pelo fundido característica dos pangolins. A colocação do Eurotamandua dentro do grupo dos pangolins foi feita principalmente por causa da falta da articulação acessória (xenartria), característica encontrada em todas os Xenarthra, como os tamanduás. Eurotamandua poderá pertencer a um ramo dos Xenarthra, mas provavelmente pertencerá a outro grupo, o Afredentata (provavelmente fazendo parte do Afrotheria). Por enquanto pertence um táxon distinto, e é possível que Eomanis Krebsi também não seja um pangolim e pertença ao mesmo grupo (Horovitz et al. 2005).

## Paleobiologia
O Eurotamandua tem características encontradas em quase todos os tamanduás modernos: garras longas, um focinho fortemente alongado e muito provavelmente uma língua também comprida e muito pegajosa. Presumivelmente alimentava-se de formigas e térmitas.  O Eurotamandua recebeu o seu nome, pois assemelhava-se muito com os tamanduás arbóreos do gênero Tamandua, especialmente pela sua cauda longa e preênsil.